# Koos Spee
Jacobus (Koos) Spee (Rijswijk, 30 september 1946) is een voormalig landelijk verkeersofficier van justitie in Nederland. Hij was ook raadsadviseur van het college van procureurs-generaal.

## Carrière
Spee vervulde zijn dienstplicht bij de Koninklijke Marechaussee. Hierna volgde hij een opleiding op de Nederlandse Politieacademie en behaalde in 1968 en 1971 de diploma's A en B. Na als politieagent op straat te hebben gewerkt, volgde een functie bij de recherche.
In 1979 behaalde hij in de avonduren de diploma's havo en vwo. Spee behaalde het doctoraalexamen in de rechten in 1985. Spee werd verkeersschout in Utrecht, in 1986 officier van justitie bij datzelfde parket. Van 1989 tot 1995 was hij fraude-officier, onder andere in een landelijk team.

### Landelijk verkeersofficier
Op 1 januari 1996 begon Spee als landelijk verkeersofficier. Spee werd een expert in landelijk verkeers- en vervoersbeleid op de weg, maar hield zich ook bezig met vervoer over het water, het spoor en in de lucht. In 1998 richtte hij met vijf mensen het Bureau Verkeershandhaving Openbaar Ministerie (BVOM) - het latere Landelijk Parket Team Verkeer -  in Soesterberg op. Op 20 januari 2009 werd bekend dat hij geen landelijk verkeersofficier meer was en vertrok bij het BVOM. Daarna ging hij het college van procureurs-generaal en de ministers van Justitie en Verkeer en Waterstaat adviseren in zijn functie als raadsadviseur.
Op 27 april 2007 werd hij benoemd tot Ridder in de Orde van Oranje-Nassau. Hij kreeg landelijke bekendheid door zijn rol in het AVRO-televisieprogramma Blik op de weg van programmamaker Leo de Haas. Van 2007 tot 2020 was hij regelmatig te zien als duider in het SBS6-programma Wegmisbruikers, naast presentator André van der Toorn.